# Piotr Kluzek
Piotr Kluzek (ur. 5 sierpnia 1975 roku we Wrocławiu) – polski piłkarz, grający na pozycji napastnika. Jest wychowankiem Moto Jelcz Oława. W polskiej ekstraklasie rozegrał 42 mecze i strzelił 2 bramki.